# Debra Paget
Debra Paget ['debrə 'pæd͡ʒit] (* 19. August 1933 in Denver, Colorado, als Debralee Griffin) ist eine US-amerikanische Schauspielerin.

## Karriere
Debra Paget wurde in eine Schauspielerfamilie geboren. Auch ihre beiden Schwestern und ihr Bruder waren, nicht zuletzt angetrieben von der ehrgeizigen Mutter, für Film und Fernsehen tätig. Debra Paget nahm Tanz- und Schauspielunterricht in New York. Bereits mit 14 Jahren wurde sie von 20th Century Fox unter Vertrag genommen und debütierte 1948 in Robert Siodmaks Thriller Schrei der Großstadt.
Zu Beginn ihrer Karriere wurde die noch Minderjährige als „süßes Mädchen vom Lande“ vermarktet, das bei der Mutter lebt und ein Zimmer mit der Schwester teilt. In ihren Filmen gab sie meist die „verführerische Unschuld“. Ihr als exotisch betrachtetes Aussehen führte zu zahlreichen Rollen als Indianerin und orientalische Schönheit.
In ihrer 15-jährigen Karriere wurde sie in etwa 30 Filmen besetzt. Ihre größten Erfolge hatte sie 1950 an der Seite von James Stewart in dem Western Der gebrochene Pfeil, 1956 in Cecil B. DeMilles Monumentalfilm Die zehn Gebote und im selben Jahr als Partnerin Elvis Presleys in dessen erstem Kinofilm Pulverdampf und heiße Lieder.
Zu diesem Zeitpunkt war ihr Kontrakt mit Fox bereits abgelaufen und nicht erneuert worden, da ihre Ausstrahlung auf das Kinopublikum nicht den Erwartungen entsprochen hatte, obwohl sie als eine der schönsten Filmschauspielerinnen ihrer Zeit galt. Sie bemühte sich in ihrer Öffentlichkeitsarbeit und Rollenwahl fortan um ein exzentrischeres und freizügigeres Image, trat unter anderem auf den Showbühnen von Las Vegas auf, konnte jedoch Kritik und Publikum damit ebenfalls nicht überzeugen.
1959 übernahm sie eine Hauptrolle in den von Fritz Lang inszenierten, aufwändigen deutschen Produktionen Der Tiger von Eschnapur und Das indische Grabmal. Hier zählten ihre für damalige Zeiten gewagten (und für die in den USA gezeigte Fassung zensierten) erotischen Tempeltänze zu den Höhepunkten dieser Alterswerke Langs, die erst nach Jahren international einen gewissen Kultstatus erlangen sollten.
Anfang der 1960er Jahre trat sie in einer Filmrolle als Mörderin auf und drehte zwei Horrorfilme für Roger Corman. Danach beendete sie ihre Filmkarriere und zog sich ins Privatleben zurück.
1991 hatte sie in Santa Ana (Kalifornien) mit An Interlude with Debra Paget ihre eigene religiöse Talkshow, in der sie auch sang.

## Privatleben
Debra Paget war 1958 für wenige Wochen mit ihrem Kollegen David Street verheiratet. 1960 heiratete sie den Filmregisseur Budd Boetticher. Die Ehe hielt den Strapazen eines gemeinsamen Filmprojektes in Mexiko jedoch nicht stand und wurde bereits im folgenden Jahr wieder geschieden. 1964 ehelichte Debra Paget den aus China stammenden Multimillionär Louis Kung, einen Neffen von Madame Chiang Kai-shek. Die Ehe, aus der ein Sohn hervorging, wurde 1980 geschieden.
Debra Paget lebt in Houston, Texas.

## Filmografie (Auswahl)
- 1948: Schrei der Großstadt (Cry of the City)
- 1949: Der Liebesprofessor (Mother Is a Freshman)
- 1949: It Happens Every Spring
- 1949: Blutsfeindschaft (House of Strangers)
- 1950: Der gebrochene Pfeil (Broken Arrow)
- 1951: Vierzehn Stunden (Fourteen Hours)
- 1951: Insel der zornigen Götter (Bird of Paradise)
- 1951: Die Piratenkönigin (Anne of the Indies)
- 1952: Im Dutzend heiratsfähig (Belles on Their Toes)
- 1952: Die Legion der Verdammten (Les Miserables)
- 1952: Liebe, Pauken und Trompeten (Stars and Stripes Forever)
- 1954: Prinz Eisenherz (Prince Valiant)
- 1954: Prinzessin vom Nil (Princess of the Nile)
- 1954: Die Gladiatoren (Demetrius and the Gladiators)
- 1954: Fluss der Rache (The Gambler from Natchez)
- 1955: Die weiße Feder (White Feather)
- 1955: Sieben Reiter der Rache (Seven Angry Men)
- 1956: Die letzte Jagd (The Last Hunt)
- 1956: Die zehn Gebote (The Ten Commandments)
- 1956: Pulverdampf und heiße Lieder (Love Me Tender)
- 1956: Sturm über Persien (Omar Khayamm)
- 1957: Flucht nach Mexico (The River’s Edge)
- 1958: Von der Erde zum Mond (From the Earth to the Moon)
- 1959: Der Tiger von Eschnapur
- 1959: Das indische Grabmal
- 1960: Nackte Lebensgier (Why Must I Die?)
- 1960: Der Fluch des Pharao (Il Sepolcro dei re)
- 1961: Most Dangerous Man Alive
- 1961: Der Mönch und die Gefangene (I Masnadieri)
- 1962: Der grauenvolle Mr. X (Tales of Terror)
- 1963: Die Folterkammer des Hexenjägers (The Haunted Palace)
- 1965: Amos Burke (Burke’s Law) (Fernsehserie, zwei Folgen)